# Semidistricte de Raron Occidental

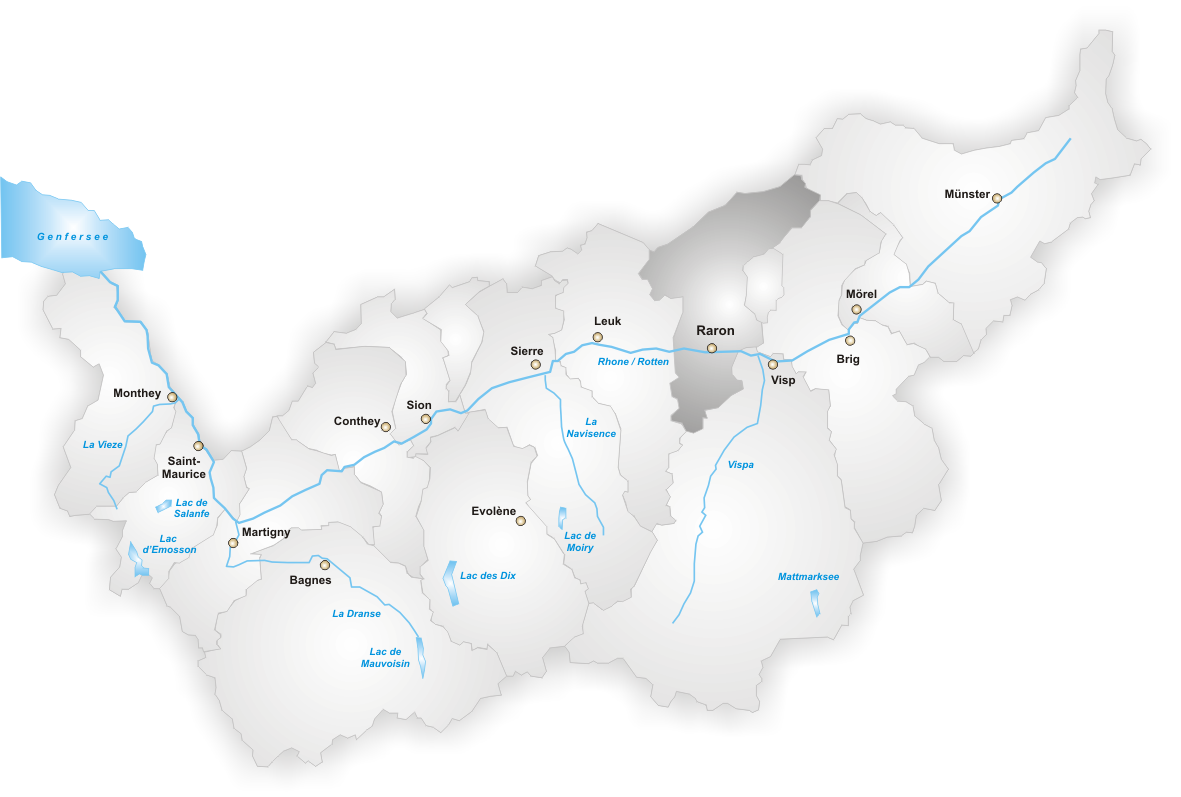
El Districte de Raron Occidental

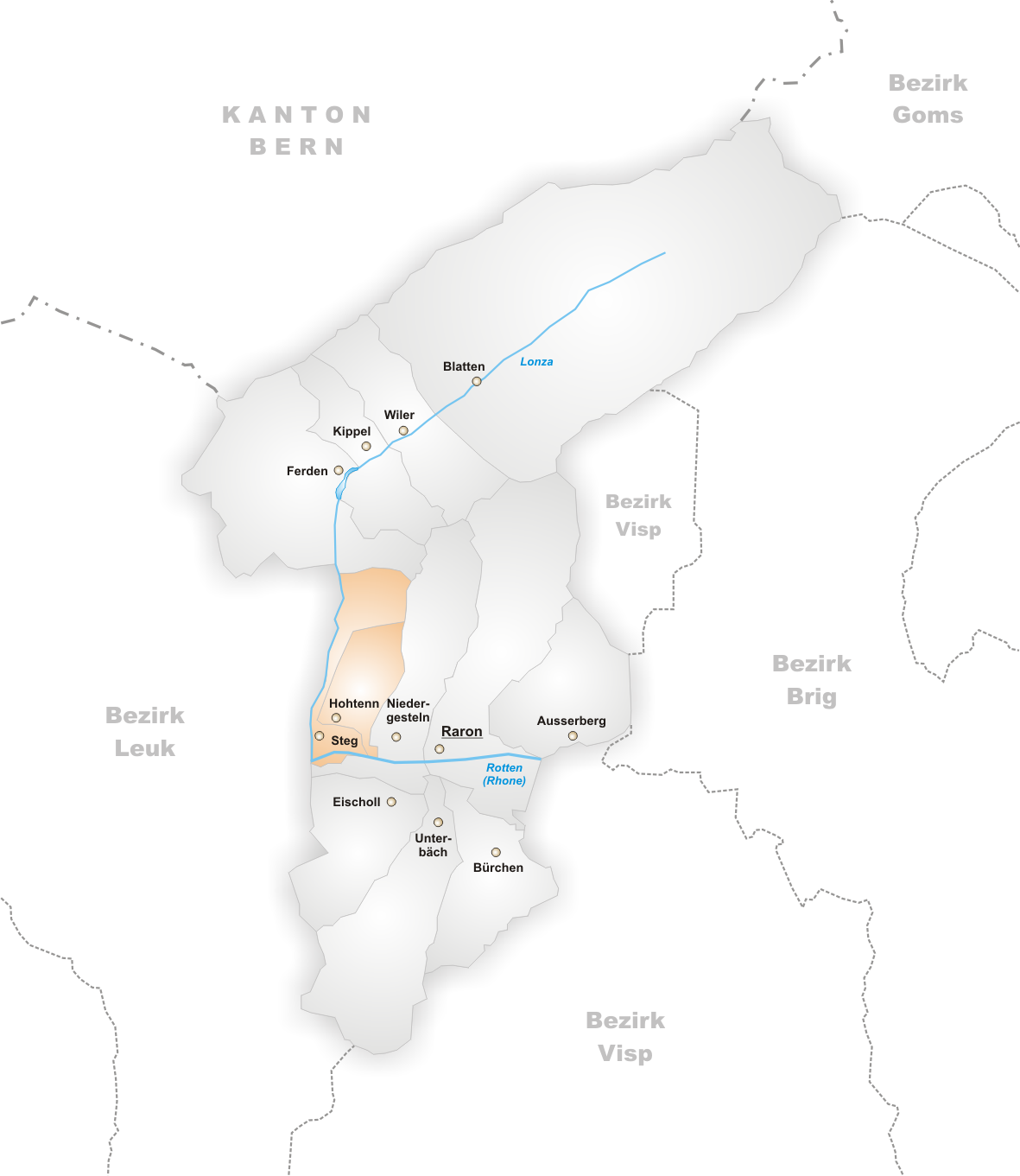
Municipis del districte de Raron Occidental

El Semidistricte de Raron Occidental (en alemany Westlich Raron i en francès Rarogne Occidental) és un mig districte del cantó suís del Valais, situat a la part germanòfona d'aquest cantó. Té 7776 habitants (cens de 2006) i una superfície de 266,3 km². El cap del districte és Raron i està format per 12 municipis.

## Municipis
- 3938 - Ausserberg
- 3919 - Blatten
- 3935 - Bürchen
- 3943 - Eischoll
- 3916 - Ferden
- 3917 - Kippel
- 3984 - Niedergesteln
- 3942 - Raron
- 3940 i 3949 - Steg-Hohtenn
- 3944 - Unterbäch
- 3918 - Wiler (Lötschen)